# Lindholmiola reischuetzi
Lindholmiola reischuetzi is een slakkensoort uit de familie van de Helicodontidae. De soort is endemisch in Griekenland.
De wetenschappelijke naam Lindholmiola reischuetzi is voor het eerst geldig gepubliceerd in 1995 door Falkner.